# Basketbal na Letních olympijských hrách 2000

## Turnaj mužů
| Zlato   | Spojené státy americké (USA) |
| Stříbro | Francie (FRA)                |
| Bronz   | Litva (LTU)                  |

Turnaj se odehrál v rámci XXVII. olympijských her ve dnech 16. září – 1. října 2000 v Sydney.
Turnaje se zúčastnilo 12 mužstev, rozdělených do dvou šestičlenných skupin ze, z nichž první čtyři postoupily do play off, kde se hrálo o medaile. Týmy, které skončily ve skupině na pátém a šestém místě, hrály o 9. – 12. místo. Olympijským vítězem se stalo mužstvo Spojených států.

### Skupina A
|    |             | USA    | ITA   | LIT   | FRA    | CHN    | NZL    | V | P | Skóre   | B  |
| 1. | USA         | ***    | 93:61 | 85:76 | 106:94 | 119:72 | 102:56 | 5 | 0 | 505:359 | 10 |
| 2. | Itálie      | 61:93  | ***   | 50:48 | 67:57  | 76:85  | 78:66  | 3 | 2 | 332:349 | 8  |
| 3. | Litva       | 76:85  | 48:50 | ***   | 81:63  | 82:66  | 85:75  | 3 | 2 | 372:339 | 8  |
| 4. | Francie     | 94:106 | 57:67 | 63:81 | ***    | 82:70  | 76:50  | 2 | 3 | 372:374 | 7  |
| 5. | Čína        | 72:119 | 85:76 | 66:82 | 70:82  | ***    | 75:60  | 2 | 3 | 368:419 | 7  |
| 6. | Nový Zéland | 56:102 | 66:78 | 75:85 | 50:76  | 60:75  | ***    | 0 | 5 | 307:416 | 5  |

 Francie –  Nový Zéland 76:50 (30:23)
17. září 2000 (9:30) – Sydney
 Itálie –  Litva 50:48 (30:30)
17. září 2000 (11:30) – Sydney
 USA –  Čína 119:72 (60:38)
17. září 2000 (21:30) – Sydney
 Čína –  Nový Zéland 75:60 (40:30)
19. září 2000 (11:30) – Sydney
 USA –  Itálie 93:61 (45:35)
19. září 2000 (16:30) – Sydney
 Litva –  Francie 81:63 (50:35)
19. září 2000 (19:30) – Sydney
 Itálie –  Nový Zéland 78:66 (32:36)
21. září 2000 (9:30) – Sydney
 Francie –  Čína 82:70 (31:36)
21. září 2000 (14:30) – Sydney
 USA –  Litva 85:76 (47:41)
21. září 2000 (16:30) – Sydney
 Litva –  Čína 82:66 (53:42)
23. září 2000 (9:30) – Sydney
 USA –  Nový Zéland 106:56 (58:32)
23. září 2000 (19:30) – Sydney
 Itálie –  Francie 67:57 (30:28)
23. září 2000 (21:30) – Sydney
 Litva –  Nový Zéland 85:75 (36:33)
25. září 2000 (11:30) – Sydney
 Čína –  Itálie 85:76 (42:40)
25. září 2000 (14:30) – Sydney
 USA –  Francie 106:94 (59:48)
25. září 2000 (16:30) – Sydney

### Skupina B
|    |            | CAN    | YUG   | AUS    | RUS   | ESP   | ANG   | V | P | Skóre   | B |
| 1. | Kanada     | ***    | 83:75 | 101:90 | 59:77 | 91:77 | 99:54 | 4 | 1 | 433:373 | 9 |
| 2. | Jugoslávie | 75:83  | ***   | 80:66  | 66:60 | 78:65 | 73:64 | 4 | 1 | 372:338 | 9 |
| 3. | Austrálie  | 90:101 | 66:80 | ***    | 75:71 | 91:80 | 86:75 | 3 | 2 | 408:407 | 8 |
| 4. | Rusko      | 77:59  | 60:66 | 71:75  | ***   | 71:63 | 88:65 | 3 | 2 | 367:328 | 8 |
| 5. | Španělsko  | 77:91  | 65:78 | 80:91  | 63:71 | ***   | 64:45 | 1 | 4 | 349:376 | 6 |
| 6. | Angola     | 54:99  | 64:73 | 75:86  | 65:88 | 45:64 | ***   | 0 | 5 | 303:410 | 5 |

 Jugoslávie –  Rusko 66:60 (27:28)
17. září 2000 (14:30) – Sydney
 Kanada –  Austrálie 101:90 (48:51)
17. září 2000 (16:30) – Sydney
 Španělsko –  Angola 64:45 (30:22)
17. září 2000 (19:30) – Sydney
 Kanada –  Angola 99:54 (50:29)
19. září 2000 (9:30) – Sydney
 Rusko –  Španělsko 71:63 (38:28)
19. září 2000 (14:30) – Sydney
 Jugoslávie –  Austrálie 80:66 (45:28)
19. září 2000 (21:30) – Sydney
 Kanada –  Španělsko 91:77 (53:34)
21. září 2000 (11:30) – Sydney
 Jugoslávie –  Angola 73:64 (39:32)
21. září 2000 (19:30) – Sydney
 Austrálie –  Rusko 75:71 (47:30)
21. září 2000 (21:30) – Sydney
 Jugoslávie –  Španělsko 78:65 (32:30)
23. září 2000 (11:30) – Sydney
 Rusko –  Kanada 77:59 (45:36)
23. září 2000 (14:30) – Sydney
 Austrálie –  Angola 86:75 (41:43)
23. září 2000 (16:30) – Sydney
 Rusko –  Angola 88:65 (45:35)
25. září 2000 (9:30) – Sydney
 Kanada –  Jugoslávie 83:75 (33:42)
25. září 2000 (19:30) – Sydney
 Austrálie –  Španělsko 91:80 (36:40)
25. září 2000 (21:30) – Sydney

### Čtvrtfinále
Austrálie –  Itálie 65:62 (31:27)
28. září 2000 (15:00) – Sydney
 Francie –  Kanada 68:63 (30:23)
28. září 2000 (17:00) – Sydney
 Litva –  Jugoslávie 76:63 (37:32)
28. září 2000 (20:00) – Sydney
 USA –  Rusko 85:70 (46:41)
28. září 2000 (22:00) – Sydney

### Semifinále
Francie –  Austrálie 76:52 (44:29)
29. září 2000 (19:30) – Sydney
 USA –  Litva 85:83 (48:36)
29. září 2000 (21:30) – Sydney

### Finále
USA –  Francie 85:75 (46:32)
1. října 2000 (13:15) – Sydney

### O 3. místo
Litva –  Austrálie 89:71 (31:35)
1. října 2000 (11:00) – Sydney

### O 5. místo
Itálie –  Jugoslávie 69:59 (33:31)
30. září 2000 (14:00) – Sydney

### O 7. místo
Kanada –  Rusko 86:83p (36:43, 69:69, 76:76)
30. září 2000 (12:00) – Sydney

### O 9. místo
Španělsko –  Čína 84:64 (46:26)
26. září 2000 (16:30) – Sydney

### O 11. místo
Nový Zéland –  Angola 70:60 (37:26)
26. září 2000 (14:30) – Sydney

### Soupisky
1.  USA
| - Shareef Abdul - Rahim - Ray Allen - Vin Baker - Vince Carter | - Kevin Garnett - Tim Hardaway - Allan Houston - Jason Kidd | - Antonio McDyess - Alonzo Mourning - Gary Payton - Steve Smith |

2.  Francie
| - Jim Bilba - Yann Bonato - Makan Dioumassi - Laurent Foirest | - Thierry Gadou - Cyril Julian - Henry Crawford Palmer - Antoine Rigaudeau | - Stephane Risacher - Laurent Sciarra - Moustapha Sonko - Frédéric Weis |

3.  Litva
| - Dainius Adomaitis - Guintaras Einikis - Audrius Giedraitis - Sarunas Jasikevicius - Kestutis Marciulonis | - Tomas Masiulis - Darius Maskoliunas - Ramunas Siskauskas - Darius Songailas | - Saulius Stombergas - Mindaugas Timinskas - Eurelijus Zukauskas - Mindaugas Zukauskas |

### Konečné pořadí (muži)
| XXVII. | Olympijské hry | Z | V | P | Skóre    | B  |
| ------ | -------------- | - | - | - | -------- | -- |
| 1.     | USA            | 8 | 8 | 0 | 764: 587 | 16 |
| 2.     | Francie        | 8 | 4 | 4 | 591: 574 | 12 |
| 3.     | Litva          | 8 | 5 | 3 | 620: 558 | 13 |
| 4.     | Austrálie      | 8 | 4 | 4 | 596: 634 | 12 |
| 5.     | Itálie         | 7 | 4 | 3 | 463: 473 | 11 |
| 6.     | Jugoslávie     | 7 | 4 | 3 | 494: 483 | 11 |
| 7.     | Kanada         | 7 | 5 | 2 | 582: 524 | 12 |
| 8.     | Rusko          | 7 | 3 | 4 | 520: 499 | 10 |
| 9.     | Španělsko      | 6 | 2 | 4 | 433: 440 | 8  |
| 10.    | Čína           | 6 | 2 | 4 | 432: 503 | 8  |
| 11.    | Nový Zéland    | 6 | 1 | 5 | 377: 480 | 7  |
| 12.    | Angola         | 6 | 0 | 6 | 363: 480 | 6  |

## Turnaj žen
| Zlato   | Spojené státy americké (USA) |
| Stříbro | Austrálie (AUS)              |
| Bronz   | Brazílie (BRA)               |

Turnaj se odehrál v rámci XXVII. olympijských her ve dnech 16. září – 1. října 2000 v Sydney.
Turnaje se zúčastnilo 12 družstev, rozdělených do dvou šestičlenných skupin ze, z nichž první čtyři postoupily do play off, kde se hrálo o medaile. Týmy, které skončily ve skupině na pátém a šestém místě, hrály o 9. – 12. místo. Olympijským vítězem se stalo mužstvo Spojených států.

### Skupina A
|    |           | AUS   | FRA    | BRA    | SVK   | CAN   | SEN   | V | P | Skóre   | B  |
| 1. | Austrálie | ***   | 69:62  | 81:70  | 70:47 | 78:46 | 96:39 | 5 | 0 | 394:264 | 10 |
| 2. | Francie   | 62:69 | ***    | 73:70p | 58:51 | 70:58 | 75:39 | 4 | 1 | 338:287 | 9  |
| 3. | Brazílie  | 70:81 | 70:73p | ***    | 76:60 | 60:61 | 82:48 | 2 | 3 | 358:323 | 7  |
| 4. | Slovensko | 47:70 | 51:58  | 60:76  | ***   | 68:56 | 68:32 | 2 | 3 | 294:292 | 7  |
| 5. | Kanada    | 46:78 | 58:70  | 61:60  | 56:68 | ***   | 62:41 | 2 | 3 | 283:317 | 7  |
| 6. | Senegal   | 39:96 | 39:75  | 48:82  | 32:68 | 41:62 | ***   | 0 | 5 | 199:383 | 5  |

 Brazílie –  Slovensko 76:60 (35:28)
16. září 2000 (11:30) – Sydney
 Francie –  Senegal 75:39 (42:21)
16. září 2000 (14:30) – Sydney
 Austrálie –  Kanada 78:46 (40:19)
16. září 2000 (16:30) – Sydney
 Kanada –  Senegal 62:41 (36:19)
18. září 2000 (9:30) – Sydney
 Francie –  Slovensko 58:51 (33:30)
18. září 2000 (19:30) – Sydney
 Austrálie –  Brazílie 81:70 (39:36)
18. září 2000 (21:30) – Sydney
 Francie –  Kanada 70:58 (30:33)
20. září 2000 (11:30) – Sydney
 Brazílie –  Senegal 82:48 (44:23)
20. září 2000 (14:30) – Sydney
 Austrálie –  Slovensko 70:47 (41:19)
20. září 2000 (21:30) – Sydney
 Slovensko –  Kanada 68:56 (29:28)
22. září 2000 (11:30) – Sydney
 Francie –  Brazílie 73:70p (31:29, 63:63)
22. září 2000 (14:30) – Sydney
 Austrálie –  Senegal 96:39 (55:18)
22. září 2000 (19:30) – Sydney
 Slovensko –  Senegal 68:32 (27:12)
24. září 2000 (9:30) – Sydney
 Austrálie –  Francie 69:62 (38:28)
24. září 2000 (16:30) – Sydney
 Kanada –  Brazílie 61:60 (28:31)
24. září 2000 (21:30) – Sydney

### Skupina B
|    |             | USA   | RUS    | KOR    | POL   | CUB   | NZL    | V | P | Skóre   | B  |
| 1. | USA         | ***   | 88:77  | 89:75  | 76:57 | 90:61 | 93:42  | 5 | 0 | 436:312 | 10 |
| 2. | Rusko       | 77:88 | ***    | 73:75p | 84:46 | 72:62 | 92:54  | 3 | 2 | 398:325 | 8  |
| 3. | Jižní Korea | 75:89 | 75:73p | ***    | 62:77 | 69:56 | 101:62 | 3 | 2 | 382:357 | 8  |
| 4. | Polsko      | 57:76 | 46:84  | 77:62  | ***   | 72:65 | 75:52  | 3 | 2 | 327:339 | 8  |
| 5. | Kuba        | 61:90 | 62:72  | 56:69  | 65:72 | ***   | 74:55  | 1 | 4 | 318:358 | 6  |
| 6. | Nový Zéland | 42:93 | 54:92  | 62:101 | 52:75 | 55:74 | ***    | 0 | 5 | 265:435 | 5  |

 Polsko –  Nový Zéland 75:52 (43:23)
16. září 2000 (9:30) – Sydney
 Rusko –  Kuba 72:62 (38:33)
16. září 2000 (19:30) – Sydney
 USA –  Jižní Korea 89:75 (53:43)
16. září 2000 (21:30) – Sydney
 Rusko –  Polsko 84:46 (34:20)
18. září 2000 (11:30) – Sydney
 Jižní Korea –  Nový Zéland 101:62 (48:25)
18. září 2000 (14:30) – Sydney
 USA –  Kuba 90:61 (48:42)
18. září 2000 (16:30) – Sydney
 Kuba –  Nový Zéland 74:55 (45:29)
20. září 2000 (9:30) – Sydney
 USA –  Rusko 88:77 (44:47)
20. září 2000 (16:30) – Sydney
 Polsko –  Jižní Korea 77:62 (39:38)
20. září 2000 – Sydney
 Jižní Korea –  Rusko 75:73p (34:37, 69:69)
22. září 2000 (9:30) – Sydney
 USA –  Nový Zéland 93:42 (47:17)
22. září 2000 (16:30) – Sydney
 Polsko –  Kuba 72:65 (33:35)
22. září 2000 (21:30) – Sydney
 Rusko –  Nový Zéland 92:54 (41:28)
24. září 2000 (11:30) – Sydney
 Jižní Korea –  Kuba 69:56 (34:28)
24. září 2000 (14:30) – Sydney
 USA –  Polsko 76:57 (44:21)
24. září 2000 (19:30) – Sydney

### Play off

#### Čtvrtfinále
Austrálie –  Polsko 76:48 (43:28)
27. září 2000 (15:00) – Sydney
 Brazílie –  Rusko 68:67 (38:39)
27. září 2000 (17:00) – Sydney
 Jižní Korea –  Francie 68:59 (30:27)
27. září 2000 (20:00) – Sydney
 USA –  Slovensko 58:43 (32:23)
27. září 2000 (22:00) – Sydney

#### Semifinále
Austrálie –  Brazílie 64:52 (36:27)
29. září 2000 (14:30) – Sydney
 USA –  Jižní Korea 78:65 (42:40)
29. září 2000 (16:30) – Sydney

#### Finále
USA –  Austrálie 76:54 (43:30)
1. října 2000 (20:00) – Sydney

#### O 3. místo
Brazílie –  Jižní Korea 84:73 (30:34, 65:65)
1. října 2000 (18:00) – Sydney

#### O 5. místo
Francie –  Rusko 71:59 (30:27)
29. září 2000 (11:30) – Sydney

#### O 7. místo
Slovensko –  Polsko 64:57 (34:34)
29. září 2000 (9:30) – Sydney

#### O 9. místo
Kuba –  Kanada 67:58 (35:34)
29. září 2000 (11:30) – Sydney

#### O 11. místo
Nový Zéland –  Senegal 72:69 (40:39)
26. září 2000 (9:30) – Sydney

### Soupisky
1.  USA
| - Ruthie Boltonová – Holifieldová - Teresa Edwardsová - Yolanda Griffithová - Chamique Holdsclawová | - Lisa Leslieová - Nikki McCrayová - Delisha Miltonová - Katie Smithová | - Dawn Staleyová - Sheryl Swoopesová - Natalie Wiliamsová - Kara Woltersová |

2.  Austrálie
| - Carla Boydová - Sandy Brondellová - Trish Fallonová - Michelle Griffithsová | - Kristi Harrowerová - Jo Hillová - Lauren Jacksonová - Annie La Fleurová | - Shelley Sandieová - Rachael Spornová - Michele Timmsová - Jennifer Whittleová |

3.  Brazílie
| - Janeth Arcain - Ilisaine Karin David - Lilian Cristin Concalves - Helen Luz | - Silvia Andrea Luz - Claudia Neves - Alessandra Oliveira - Adriana Pinto | - Adriana Santos - Cintia Santos - Kelly Santos - Marta Sobral |

### Konečné pořadí (ženy)
| XXVII. | Olympijské hry | Z | V | P | Skóre    | B  |
| ------ | -------------- | - | - | - | -------- | -- |
| 1.     | USA            | 8 | 8 | 0 | 648: 474 | 16 |
| 2.     | Austrálie      | 8 | 7 | 1 | 588: 440 | 15 |
| 3.     | Brazílie       | 8 | 4 | 4 | 562: 527 | 12 |
| 4.     | Jižní Korea    | 8 | 4 | 4 | 588: 578 | 12 |
| 5.     | Francie        | 7 | 5 | 2 | 468: 414 | 12 |
| 6.     | Rusko          | 8 | 3 | 4 | 524: 464 | 10 |
| 7.     | Slovensko      | 8 | 3 | 4 | 401: 407 | 10 |
| 8.     | Polsko         | 7 | 3 | 4 | 432: 479 | 10 |
| 9.     | Kuba           | 6 | 2 | 4 | 385: 416 | 8  |
| 10.    | Kanada         | 6 | 2 | 4 | 341: 384 | 8  |
| 11.    | Nový Zéland    | 6 | 1 | 5 | 337: 504 | 7  |
| 12.    | Senegal        | 6 | 0 | 6 | 268: 455 | 6  |